# Fiorde Tunulliarfik
O Fiorde Tunulliarfik (antiga ortografia: Tunugdliarfik) é um fiorde perto de Qaqortoq no municípiso de Kujalleq, no sul da Groenlândia. É a parte interna de Skovfjord (Skovfjorden). Na época da Ocupação norueguesa da Groenlândia, era conhecido como Eiriksfjord.

## Geografia

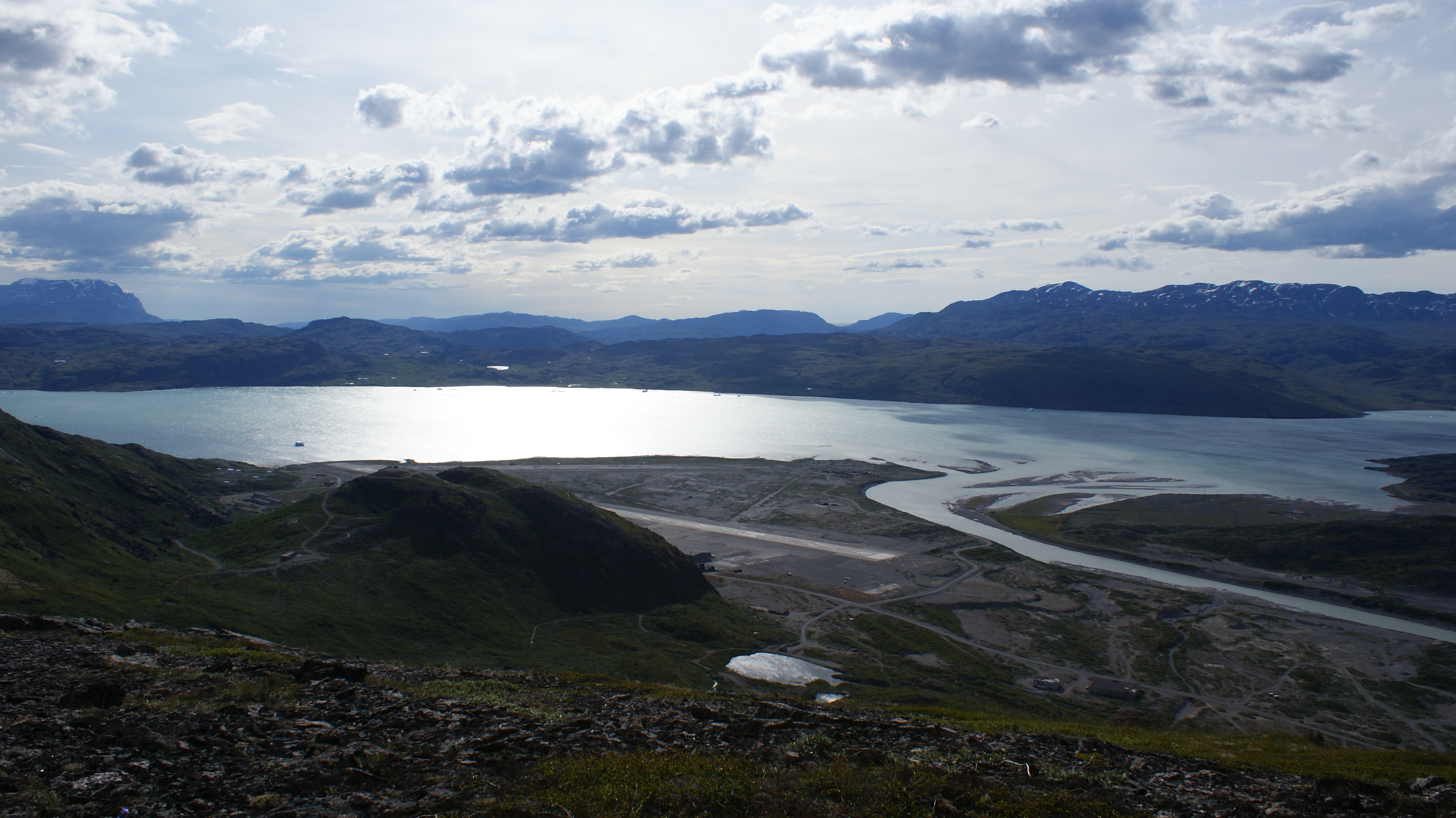
Vista superior do fiorde Tunulliarfik visto a partir de Mellemlandet acima de Narsarsuaq

O fiorde localiza-se a 61° 14′ 40″ N, 45° 30′ 35″ O é formado pelo estuário de um rio que flui a partir de um glaciar. Delimitada por longas penínsulas e baixas ilhas do sudeste e noroeste, tem sua foz no Skovfjord que deságua no Mar de Labrador em aproximadamente 60° 41′ N, 46° 44′ O.
A Fenda Narsaq e a península formam a costa norte do Fiorde.

## Presença humana
Existem vários pequenos povoados perto das margens do Fiorde Tunulliarfik. Narsarsuaq e Qassiarsuk estão localizados em lados opostos do fiorde. Mais a sul, a liquidação de Igaliku ocupa o istmo da península delimitadora do fiorde no sul. No fim da Península de Narsaq está a cidade de Narsaq que ocupa uma vasta planície com solo arável. Não há assentamentos no curso inferior do fiorde.

## Transporte

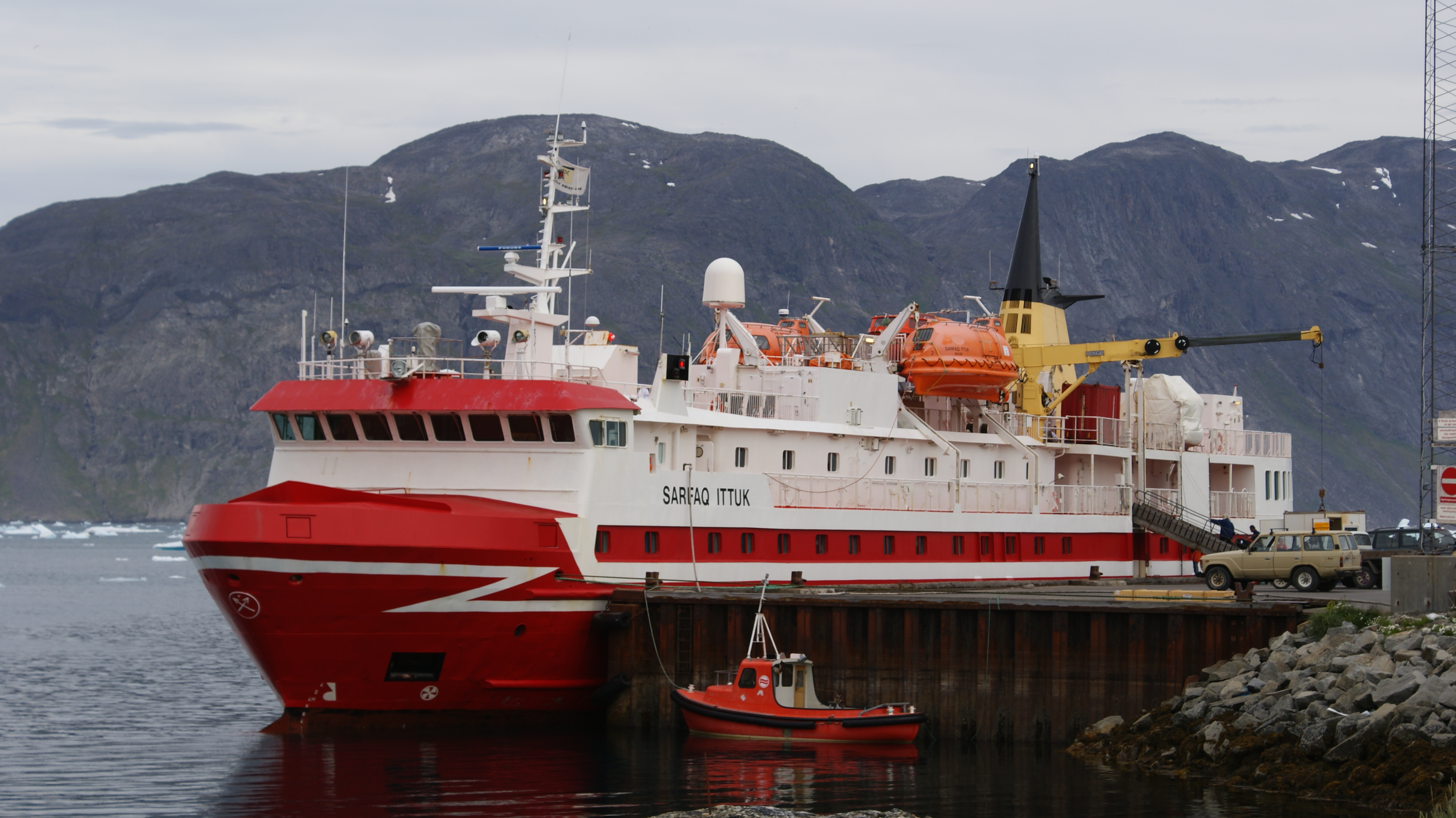
Sarfaq Ittuk da Linha Umiaq do Ártico ancoradas no porto de Narsaq.

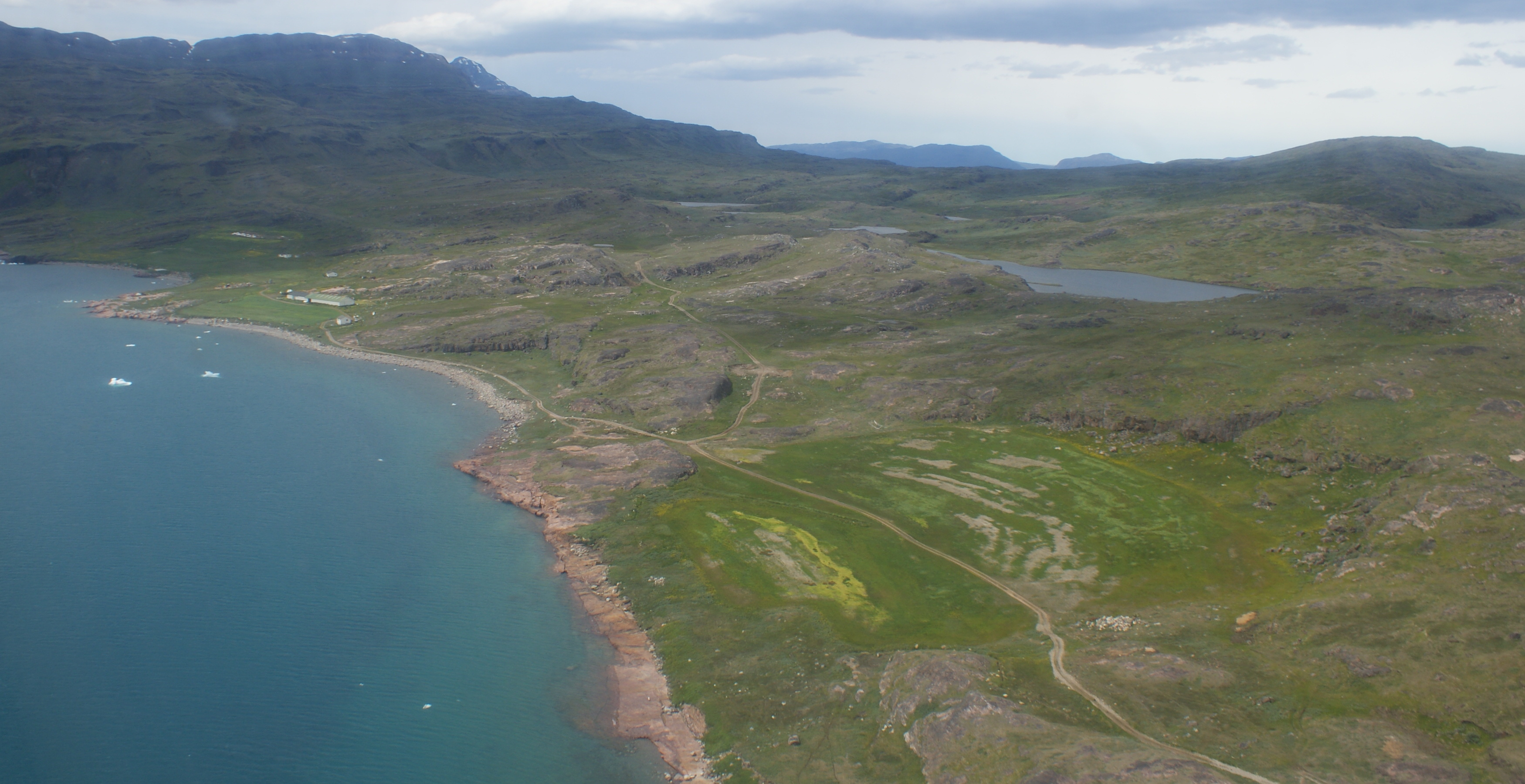
Fazendas de Qassiarsuk na costa noroeste de Tunulliarfik

Narsaq é uma porta de entrada para a Linha Umiaq do Ártico na temporada de verão. O sul, tem rota de ferry até Qaqortoq. 
O Heliporto de Narsaq e o Aeroporto de Narsarsuaq opera, durante todo o ano, com ligações STOL para Nuuk, Kangerlussuaq, e Paamiut, e conexões de helicópteros para Alluitsup Paa, Nanortalik, e Qaqortoq. Igaliku e Qassiarsuk podem ser alcançada por barcos.